# Alle Dörfer bleiben

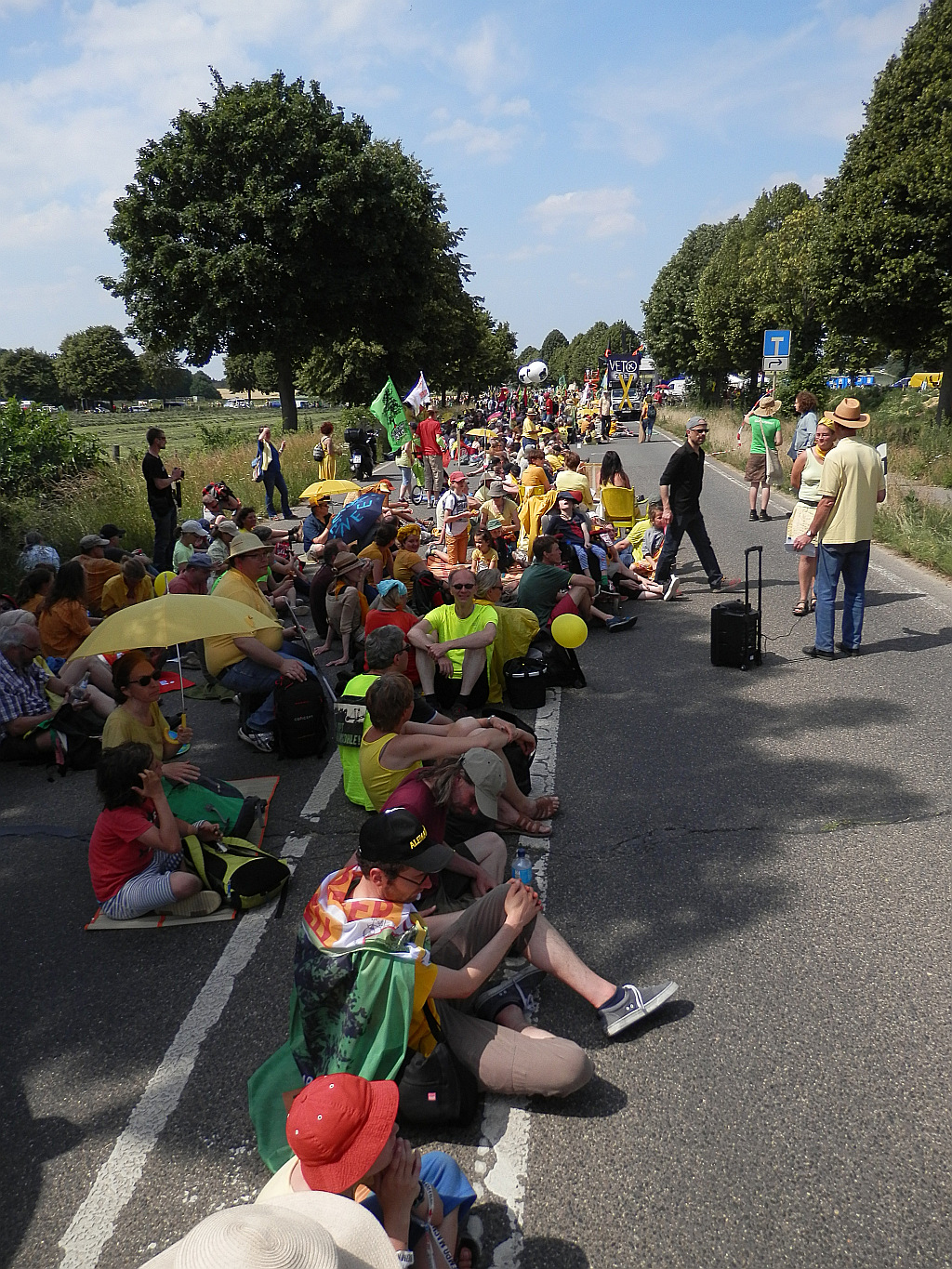
Demonstration in Form einer „Gelben Linie“ zwischen Tagebaukante und dem Dorf Keyenberg

Im Bündnis Alle Dörfer bleiben haben sich Betroffene aller Braunkohlereviere in Deutschland zusammengetan, um „gemeinsam gegen Zwangsumsiedlung und Klimazerstörung [zu] kämpfen.“ Der Name des 2018 gegründeten Bündnisses ist gleichzeitig auch deren zentrale Forderung. Die Dörfer seien über Jahrhunderte gewachsen und nicht ersetzbar. Vor allem die Existenzgrundlage der zahlreichen landwirtschaftlichen Betriebe ist von der Umsiedelung bedroht, weil kein adäquater Ersatz in den Neubausiedelungen zur Verfügung steht. Neben dem Organisieren von Widerstand mit Demonstrationen wendet sich das Bündnis z. B. mit offenen Briefen oder über Pressemeldungen auch direkt an die politischen Entscheidungsträger. Die Forderungen brachte das Bündnis auch in die Verhandlungen der Kohlekommission ein. Außerdem wehren sich Betroffene gegen die Umsiedelung, indem sie sich weigern, ihre Grundstücke an die Unternehmen zu verkaufen, die die darunter liegende Braunkohle fördern wollen.

## Rheinisches Braunkohlerevier

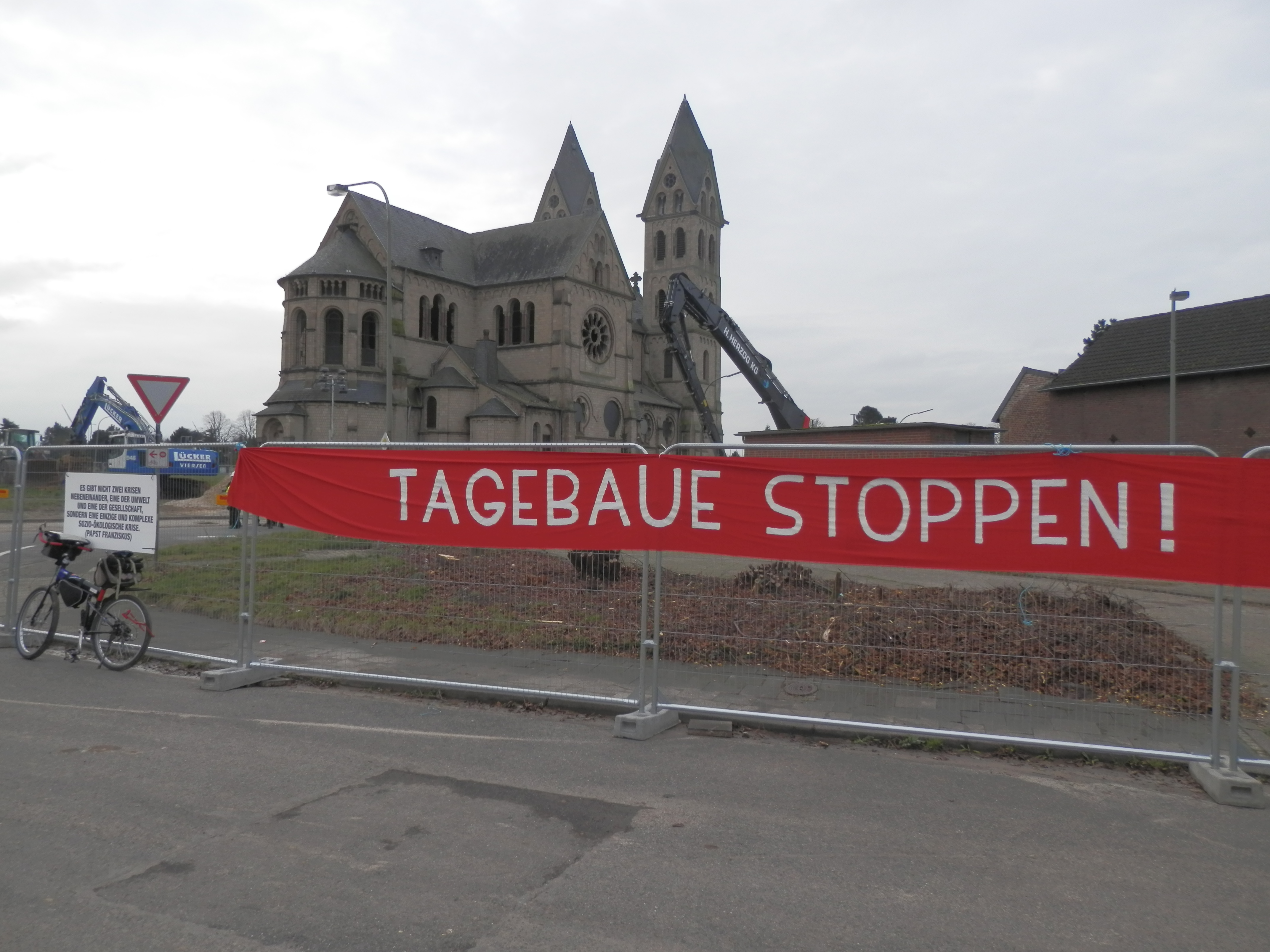
Protestbanner gegen den Abriss des Immerather Doms

Im Umfeld der Tagebaue im Rheinischen Braunkohlerevier sind nach eigenen Angaben die Orte Lützerath und Manheim von Zwangsumsiedlung und Zerstörung bedroht. Folgende Dörfer seien außerdem von einer möglichen Grubenrandlage betroffen: Holzweiler, Kaulhausen, Wanlo sowie Buir.
Gemeinsam mit Kohle ersetzen blockierte das Bündnis 2019 unter dem Motto „Keinen Meter der Kohle!“ einen Tag lang die Bauarbeiten der auch als „Grubenrandstraße“ bezeichneten Landstraße 354n. Der Bau dieser Straße sei „nutzlos“ und ein „Hohn für all jene, die fest entschlossen sind, in ihren Dörfern zu bleiben“. Diese Straße ersetze laut RWE eine Straße bei Keyenberg und Kuckum, die dem Tagebau weichen sollen.
Außerdem ruft das Bündnis häufig zu Mahnwachen und Demonstrationen auf, so auch zu einem großen Sternmarsch, bei dem etwa 3000 Menschen für den Erhalt der Dörfer protestierten.

## Mitteldeutsches Braunkohlerevier
Im Umfeld der Tagebaue im Leipziger Land sind nach Angaben des Bündnisses die Orte Pödelwitz, Obertitz und Lützen betroffen. Mit Demonstrationen kämpfen die Menschen dafür, in ihren Orten bleiben zu können.

## Lausitzer Braunkohlerevier
Von den Tagebauen in der Lausitz sind nach Bündnisangaben die Orte Proschim und Mühlrose bedroht.
Auch hier ist das Bündnis aktiv und führt Protestaktionen durch wie z. B. einen Spaziergang durch das Vorfeld des Tagebaus Jänschwalde.